# 荒井宏之
荒井 宏之（あらい ひろゆき、1982年 - ）は、日本の実業家、コンサルタント。キュレーションズ株式会社 取締役CSMOおよびエグゼクティブ・ストラテジー・デザイナー。情報経営イノベーション専門職大学 客員教授。

## 経歴
1982年、神奈川県横浜市生まれ。明治大学理工学部卒業。複数のIT企業での幅広い領域における新規事業立ち上げを経験し、2019年にキュレーションズ株式会社に入社。2022年12月、同取締役に就任。

## 著書
- 『超・実践！ 事業を創出・構築・加速させる グランドデザイン大全』イースト・プレス、2024年10月18日。ISBN 978-4-7816-2277-4。